# هوگوتون (کانزاس)
هوگوتون (به انگلیسی: Hugoton) شهری در ایالت کانزاس کشور ایالات متحده آمریکا است که جمعیت آن در سرشماری سال ۲۰۱۰ میلادی، ۳٬۹۰۴ نفر بوده‌است.